# Nuclino
Nuclino — это программное обеспечение совместной работы, которая позволяет командам сотрудничать и обмениваться информацией в режиме реального времени. Компания, разрабатывающая Nuclino, была основана в 2015 году в Германии. В число основных функций входят текстовый редактор WYSIWYG и визуализация данных в виде диаграммы. В дополнение к своему веб-приложению, в 2018 году Nuclino запустила бесплатное мобильное приложение для Android и iOS.